# 斯塔克小鯷
斯塔克小鯷（学名：Anchoa starksi）為輻鰭魚綱鲱形目鳀科的其中一種，分布於東太平洋區，從薩爾瓦多至厄瓜多海域，棲息深度可達50公尺，本魚體延長，吻長度約3/4眼徑，臀鰭短，體側具一條銀色條紋，隨年齡成長而逐漸消失，臀鰭軟條16-22條，體長可達7.7公分，喜群游，棲息在沿海，以浮游生物為食。

## 擴展閱讀
維基物種上的相關：斯塔克小鯷